# Treuer Husar

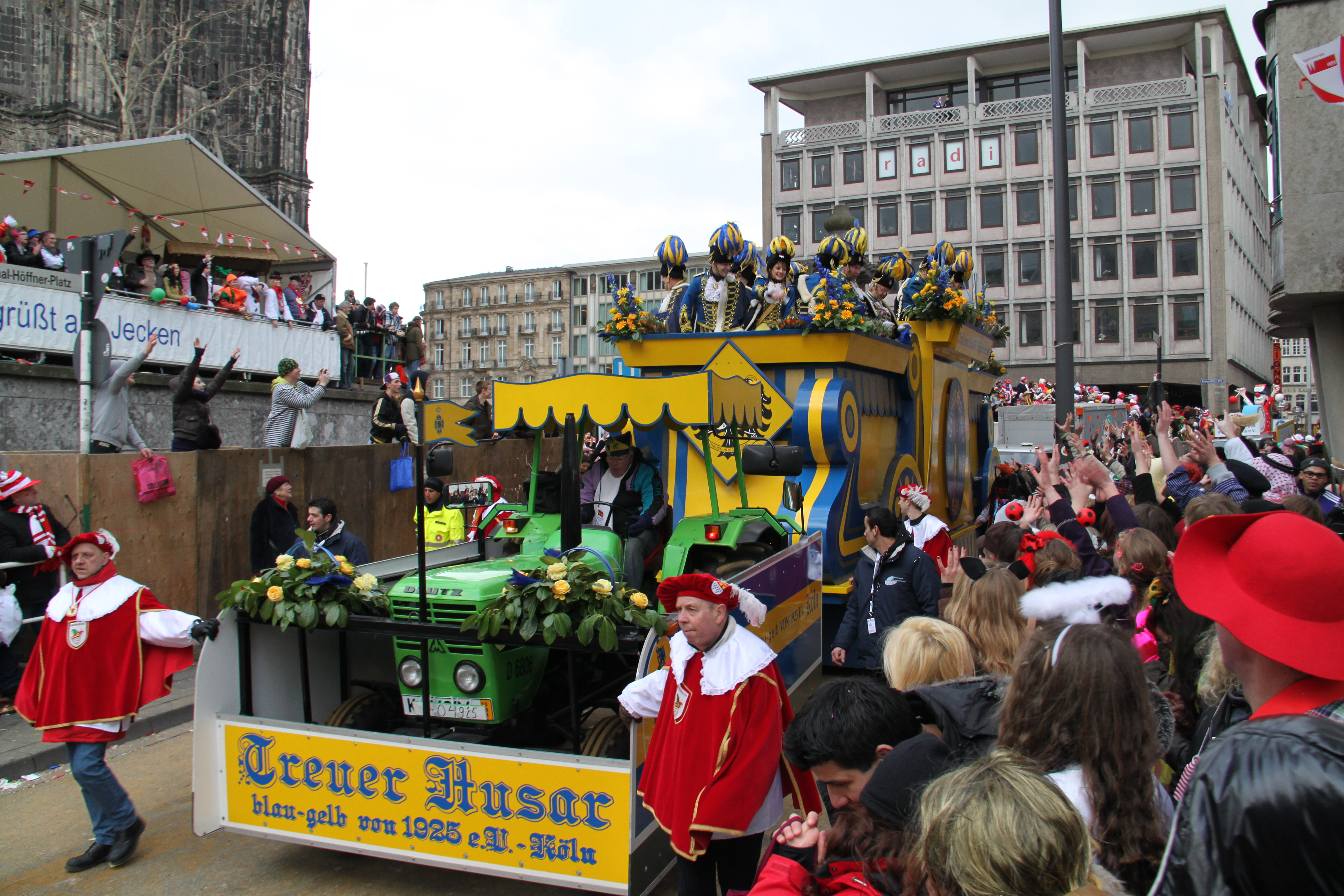
Wagen der KG Treuer Husar beim Kölner Rosenmontagszug 2012

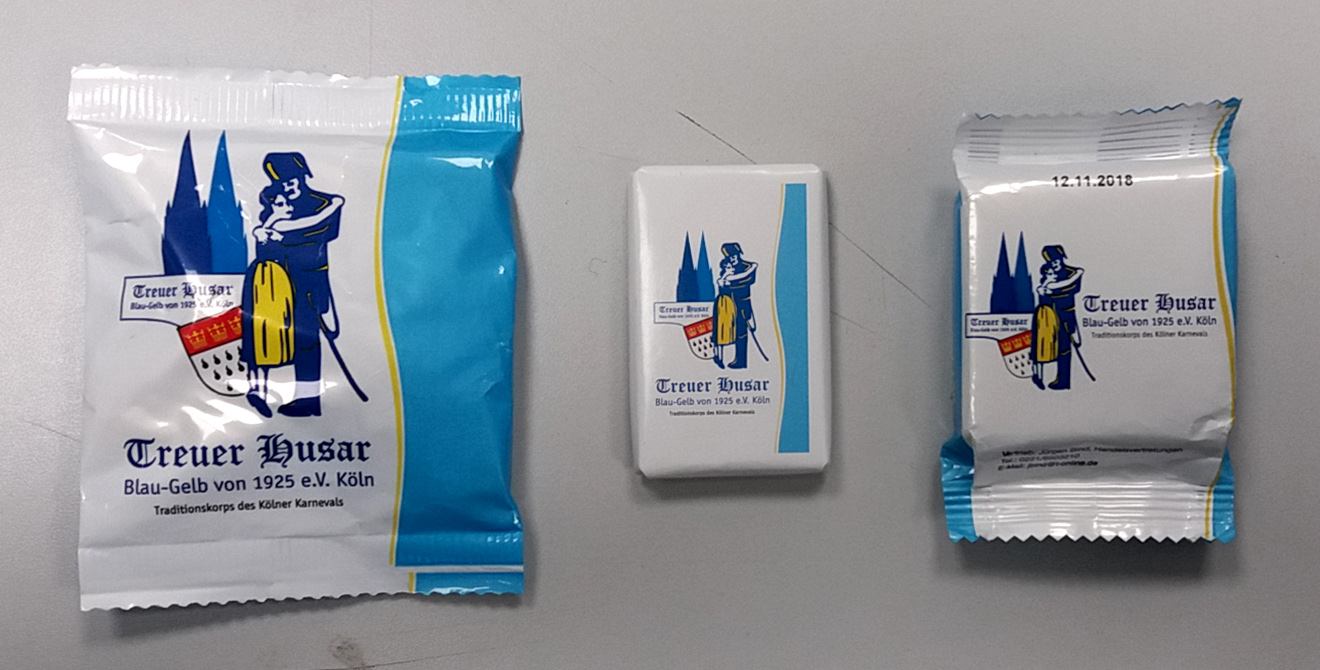
Wurfmaterial, Kölner Rosenmontagszug 2018

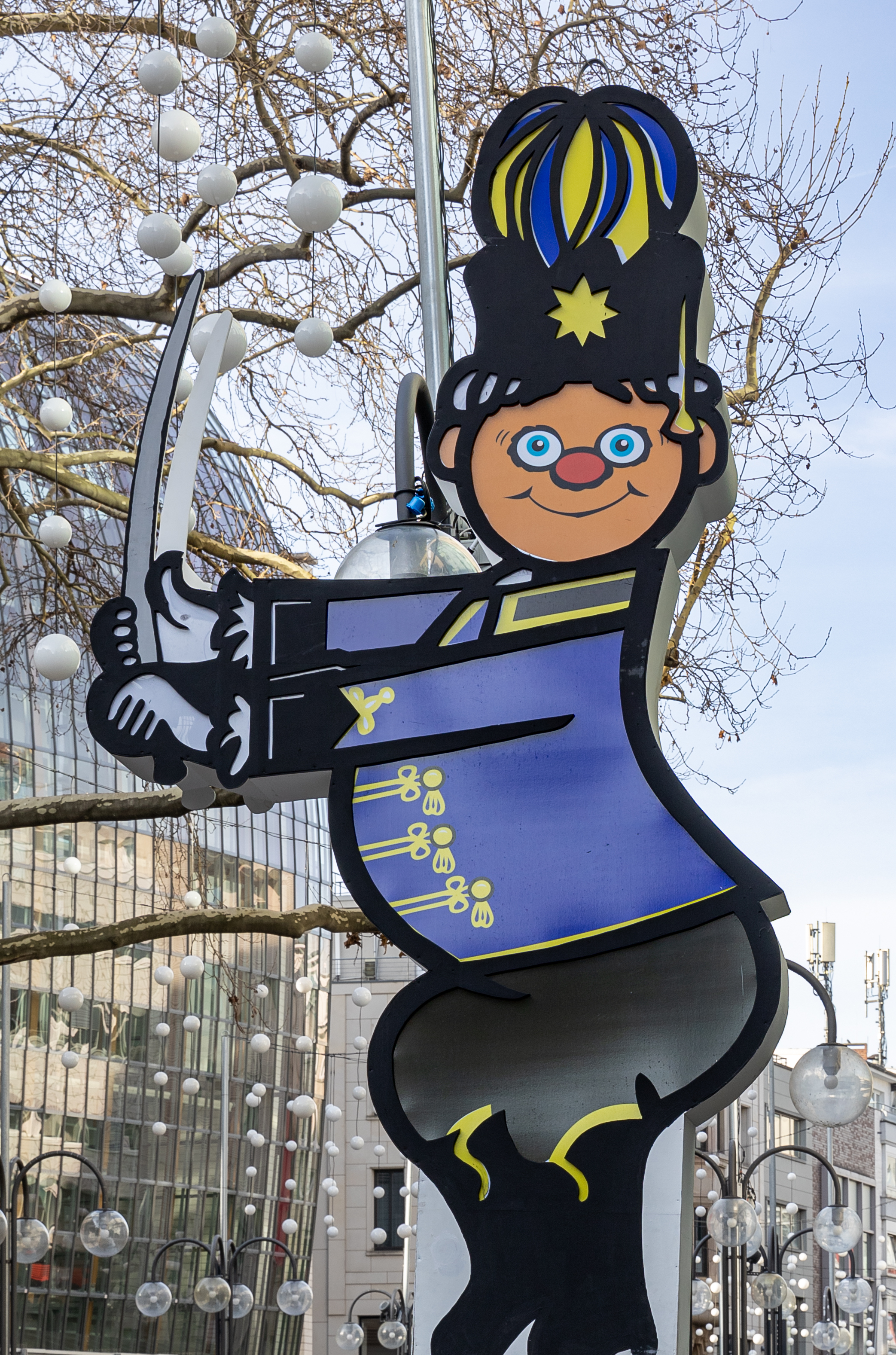
Standfigur eines Treuen Husaren am Zugweg des Rosenmontagszugs in Köln

Die KG Treuer Husar Blau-Gelb von 1925 e. V. ist eines der neun Traditionskorps im Kölner Karneval sowie ordentliches Mitglied im Festkomitee Kölner Karneval. Der Name der Karnevalsgesellschaft wurde dem Lied Der treue Husar entnommen. Das Korps hat als Markenzeichen blau-gelbe Uniformen.

## Geschichte
Am 26. September 1925 wurde die Gesellschaft mit dem Namen Große Lindenthaler Karnevals-Gesellschaft, Husaren-Korps Blau-Gelb von 1925 e. V. gegründet. Die Gründungsmitglieder waren Veteranen eines Husarenregiments im Raum Köln, das nach Ende des Ersten Weltkriegs aufgelöst wurde. Im Karneval 1926 veranstaltete der Verein seine erste Prunksitzung, auf der zugleich die erste Standarte der Husaren geweiht wurde. 1936 stellte die Gesellschaft erstmals ein weibliches Tanzmariechen, das bis dahin immer von männlichen Tänzern verkörpert worden war. 
1937 erfolgte die Umbenennung in Karnevalsgesellschaft Treuer Husar Blau-Gelb von 1925 e. V. 1938 stellte die Gesellschaft mit Peter Hubert Schupp den ersten Prinzen, der auf Anordnung der NSDAP mit einer weiblichen „Jungfrau“ durch die Session zog, da die Nationalsozialisten keine Männer in Frauenkleidern duldeten.
Im Jahr 2000 stellten die Husaren in ihrer Jubiläumssession mit „Bauer Karsten“ Karsten Schnöring, „Jungfrau Petra“ Peter Hansmann und „Prinz Ralf II.“ Ralf Günther das Kölner Dreigestirn. In der darauffolgenden Session 2000/01 ernannte der Präsident des Festkomitee Kölner Karneval, Hans-Horst Engels, am 4. Februar 2001 die KG Treuer Husar zum Traditionskorps.

## Struktur
Das Korps besteht aus folgenden Teilen:
- Husaren-Pänz (Jugendtanzgruppe)
- Reservekorps (inaktive Mitglieder mit vollem Stimmrecht)
- Tanzkorps (eine vereinseigene, nur aus Männern bestehende Tanzgruppe)
- Musikkorps (vereinseigener Musikzug mit 40 Musikern)
- Reiterkorps (der berittene Teil der Gesellschaft)
- Aktives Korps (Mitglieder in Uniform, die an den Auftritten teilnehmen)
- Korps à la Suite (fördernde Mitglieder mit freier Zeiteinteilung)
- Senat (Unterstützer und Förderer der Gesellschaft)

## Husarenquartier
Von 1967 bis 2009 lag die Heimatstätte des Treuen Husaren in der Albertusstraße in Köln. Als die Räumlichkeiten an ihre Kapazitätsgrenze stießen, erfolgte der Umzug an den Dechant-Löbbel-Platz. Geschäftsstelle und das Husaren-Kasino, ein Gesellschaftsraum für vereinsinterne Aktivitäten, befinden sich nun direkt gegenüber der Kirche St. Ursula in der Nähe des Eigelsteins.